# 1386 w polityce

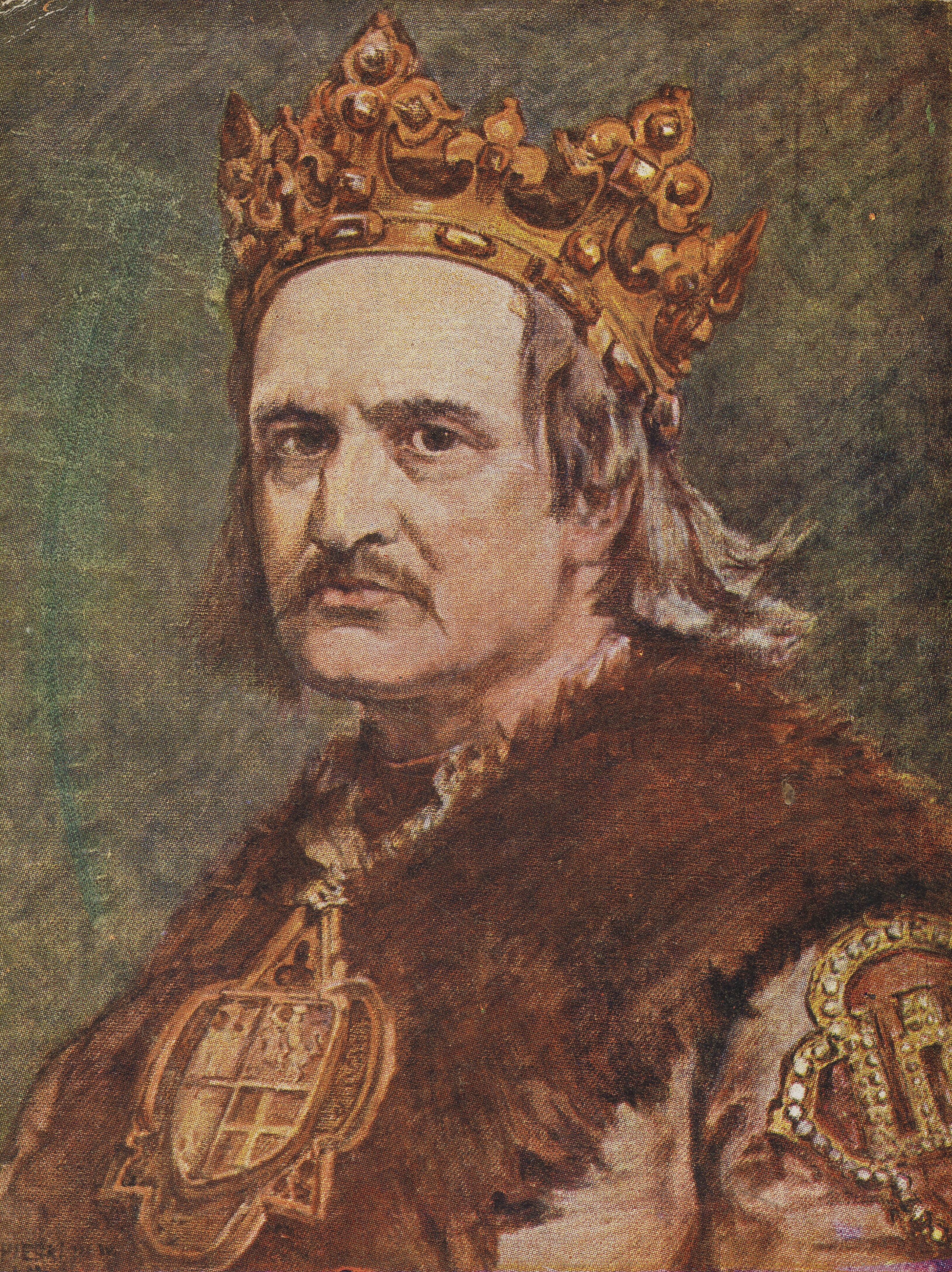
Władysław II Jagiełło, król Polski w latach 1386-1434, założyciel dynastii Jagiellonów, panującej w Polsce (do 1372), Czechach i na Węgrzech

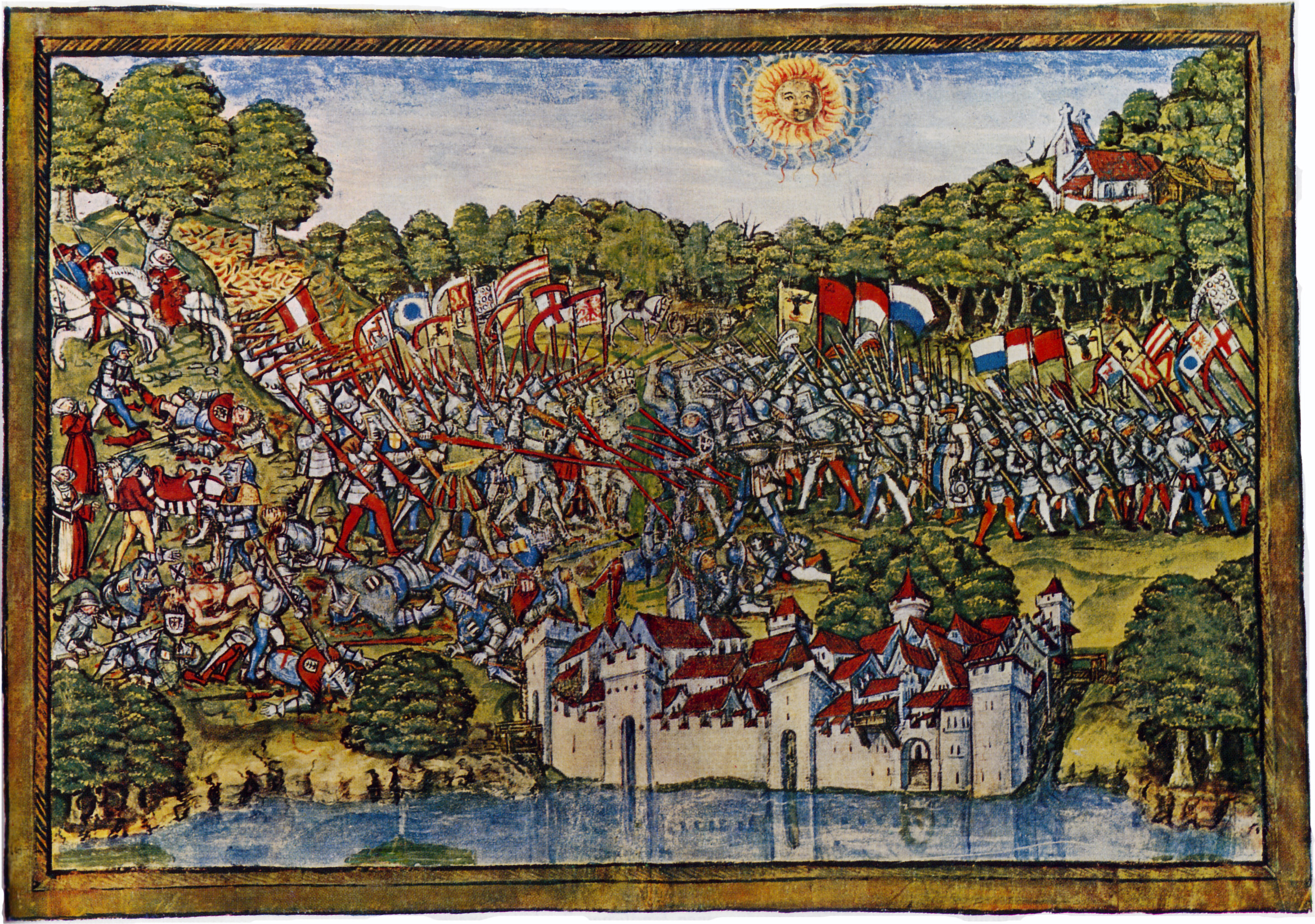
Bitwa pod Sempach

Wydarzenia polityczne w 1386 roku.

## Wydarzenia
- 15 lutego Wielki książę litewski Jogaiła przyjmuje chrzest w obrządku rzymskokatolickim i zostaje królem Polski jako Władysław Jagiełło[1][2].
- 18 lutego Jagiełło żeni się z królową Jadwigą[1][2].
- 4 marca Jagiełło zostaje koronowany na króla Polski[1][2].
- 9 lipca Bitwa pod Sempach[3][4]. Szwajcarzy zwyciężają wojska habsburskie[5].

## Urodzili się
- 12 marca Yoshimochi Ashikaga, siogun[6].

## Zmarli
- 9 lipca Leopold III Habsburg, książę Austrii, ginie bitwie pod Sempach[7].
- Arnold von Winkelried ginie w bitwie pod Sempach. Według legendy złamał szyk nieprzyjaciela, kierując ich włócznie we własną pierś[5][4].